# Korg Polysix
De Korg Polysix is een zes-stemmige polyfone analoge synthesizer geproduceerd door Korg van 1981 tot 1985.

## Beschrijving
De Polysix kwam uit in 1981, gelijktijdig met de Roland Juno-6, en was een betaalbare polyfone analoge synthesizer. De Polysix was duurder dan de Juno-6, maar had meer mogelijkheden, zoals geheugen voor de opslag van klanken, dat ontbrak in de Juno-6.
Korg ontwikkelde de Polysix met de Prophet 5 als grote voorbeeld om functies die op een duurdere synthesizer zaten terug te brengen in een compacter model. Door het gebruik van 4-pole filters krijgt de Polysix een warme en organische klank.
Ondanks dat de Polysix slechts een oscillator per stem had, bevat het ingebouwde chorus-, phaser-, en ensemble-effecten om hiermee een voller geluid te produceren.

## Bekende gebruikers
- Alphaville
- Astral Projection
- Jean-Michel Jarre
- Keith Emerson
- Kitaro
- The Kinks
- The Sound
- Tears for Fears

## Emulatie
Korg heeft als onderdeel van de Korg Legacy Collection, een softwarepakket in de vorm van VST-plugins, ook een softwareversie uitgebracht van de Polysix, die de mogelijkheden van deze synthesizer emuleert. Ook introduceerde Korg een versie voor de iPad, genaamd iPolysix.